# Alexandre de Guillebon
Alexandre de Guillebon est un ingénieur et scientifique français, né à Wavignies (Oise) le 24 mars 1790 et mort à Paris le 13 décembre 1841.
Il est à l'origine de la remise en état de navigabilité de l'Oise en Picardie, il a été nommé conseiller général du département de l'Oise. Il a par ailleurs été un éminent professeur de l'école des Ponts et Chaussées de Paris.

## Biographie
Fils de Antoine-François de Guillebon, seigneur de Wavignies, mousquetaire du roi et chevalier de l'ordre de Saint-Louis, et de Marie-Françoise Lesguillon, il a passé sa jeunesse en Picardie, mais a été très suivi et encouragé dans ses études par Alexandre-Nicolas de Guillebon, chanoine de Saint-Firmin à Amiens et religieux de l'ordre des Prémontrés. Successivement élevé au collège de Clermont, puis au Lycée impérial (lycée Louis-le-Grand à Paris), il est reçu à l'école Polytechnique (promotion 1808). En 1810, Guillebon quitte Polytechnique dans un bon rang, ce qui lui permet d'entrer dans le Corps des ponts et chaussées. À l'époque, le Corps des ponts est en effet le choix ayant la faveur des meilleurs polytechniciens, puisque l'École des ponts et chaussées, fondée en 1747 est plus ancienne que celle des Mines. Il intègre l'école des Ponts et Chaussées (promotion 1810) où il mène une scolarité brillante, il obtient les 1er Prix de Projet de Route (avril 1811), prix remis par le Comte de Montalivet, Ministre de l'Intérieur, L'année suivante, il reçut le 1er Prix du concours de Problème de Mécanique (31 décembre 1812), prix remis par le Comte Molé, Ministre de l'Intérieur, le 2e prix étant attribué à son camarade Gustave de Coriolis.

### Carrière au sein du Corps des Ponts et Chaussées
À sa sortie de l'école, Alexandre de Guillebon est affecté dans les Landes comme ingénieur des Ponts et Chaussées. 14 juillet 1819 : une ordonnance royale prescrit la création de la manufacture d'armes de Chatellerault, pour éloigner la production d'armes blanches (Klingenthal, Maubeuge) du front de l'Est. Mais la production n'est pas efficace, le meulage se faisant à la main. Il faut donc construire un barrage hydraulique à Chatellerault pour la manufacture d'armes, c'est Alexandre de Guillebon qui est chargé de diriger les travaux. L'ouvrage est resté une référence pour la régulation hydraulique des eaux auprès d'une usine utilisatrice. 13 août 1821, la première pierre du barrage est posée, le barrage de 105 m de long est achevé en 1823.
Puis il est successivement affecté dans l'Aisne, dans le Nord et dans l'Oise. Les travaux hydrauliques réalisés dans l'Oise ont permis de rendre à ce fleuve toute sa navigabilité. En effet après les périodes de guerre, l'entretien de ce fleuve avait été négligé et il a fallu construire ou réhabiliter les ouvrages d'art capables de faciliter la transfert de bateau de fort tirant d'eau. La responsabilité de ce projet a été confiée à Alexandre de Guillebon qui a successivement construit les écluses de Pont-Sainte-Maxence en 1827, de Creil, de Royaumont et de Pontoise.
Pour la qualité du travail réalisé et l'importance accordée par le département à la remise en état des voies navigables, M de Guillebon fut nommé conseiller général de l'Oise, où il put poursuivre son important chantier tout en favorisant une parfaite coordination avec les administrations centrales.

### Carrière à l'école des Ponts et Chaussée
Au milieu de ces années dans l'Oise, il est appelé par l'école des Ponts et Chaussées pour suppléer à M Duleau, professeur de Construction. Il conjugue les deux activités, mais rapidement affaibli par les séquelles d'une maladie, il doit se recentrer sur ses fonctions d'ingénieur en chef des Ponts et Chaussées. Ce n'est que quelques années après qu'il put revenir pour prendre la place de suppléant au professeur de Mécanique appliquée, puis en 1839, il devient titulaire de cette chaire où il succéda à Henri Navier. C'est Alexandre de Guillebon qui, à la demande de sa veuve, reprit, corrigea et compléta les notes du mathématicien : "Résumé des leçons données à l'École des ponts et chaussées sur l'application de la mécanique à l'Établissement des constructions et des machines, tome 2, Deuxième partie, leçons sur le mouvement et la résistance des fluides, la conduite et la distribution des eaux, Troisième partie, leçons sur l'établissement des machines, chez Carilian-Gœury (2e édition), Paris, 1838.
À la demande du Secrétaire d'État aux Travaux publics, il fut nommé en 1840 Inspecteur de l'école des Ponts et Chaussées, tout en poursuivant son enseignement.
Il fut nommé chevalier de la Légion d'honneur en 1841.

### Vie privée
Il s'est marié le 7 mars 1822 avec sa cousine Maire-Louise Césarine Augustine de Guillebon, fille de Louis-Joseph de Guillebon, seigneur de Fumechon, dont il n'eut pas d'enfant.
De faible constitution, il eut souvent à souffrir de maladies qui lui ont valu de devoir ralentir sa carrière de professeur à l'école des Ponts et Chaussées.

## Œuvres
- « Notes prises par MM. les élèves au cours d'hydraulique de 1839 », Bibliothèque numérique patrimoniale des ponts et chaussées[5].
- « Notes sur la résistance des solides. 1840-1841 », Bibliothèque numérique patrimoniale des ponts et chaussées[6].